# Nascar Sprint Cup Series 2013
Nascar Sprint Cup Series 2013 var den 65:e upplagan av den främsta divisionen av professionell stockcarracing i USA sanktionerad av National Association for Stock Car Auto Racing.
Säsongen bestod av 36 race och inleddes på Daytona International Speedway med uppvisningsloppen Sprint Unlimited 16 februari och Budweiser Duels 21 februari, vilket även var slutkval till den 55:e upplagan av Daytona 500. Säsongen avslutades 17 november på Homestead-Miami Speedway med Ford Ecoboost 400. Jimmie Johnson tog sin sjätte mästerskapstitel. Chevrolet vann märkesmästerskapet för elfte året i rad.

## Tävlingskalender
| Nr                       | Officiellt namn                    | Bana                                                   | Datum        |
| ------------------------ | ---------------------------------- | ------------------------------------------------------ | ------------ |
| U                        | Sprint Unlimited                   | Daytona International Speedway, Daytona Beach, Florida | 16 februari  |
| KV                       | Budweiser Duel                     | Daytona International Speedway, Daytona Beach, Florida | 21 februari  |
| 1                        | Daytona 500                        | Daytona International Speedway, Daytona Beach, Florida | 24 februari  |
| 2                        | Subway Fresh Fit 500               | Phoenix International Raceway, Avondale, Arizona       | 3 mars       |
| 3                        | Kobalt Tools 400                   | Las Vegas Motor Speedway, Las Vegas, Nevada            | 10 mars      |
| 4                        | Food City 500                      | Bristol Motor Speedway, Bristol, Tennessee             | 17 mars      |
| 5                        | Auto Club 400                      | Auto Club Speedway, Fontana, Kalifornien               | 24 mars      |
| 6                        | STP Gas Booster 500                | Martinsville Speedway, Ridgeway, Virginia              | 7 april      |
| 7                        | NRA 500                            | Texas Motor Speedway, Fort Worth, Texas                | 13 april     |
| 8                        | STP 400                            | Kansas Speedway, Kansas City, Kansas                   | 21 april     |
| 9                        | Toyota Owners 400                  | Richmond International Raceway, Richmond, Virginia     | 27 april     |
| 10                       | Aaron's 499                        | Talladega Superspeedway, Talladega, Alabama            | 5 maj        |
| 11                       | Bojangles' Southern 500            | Darlington Raceway, Darlington, South Carolina         | 11 maj       |
| U                        | Sprint Showdown                    | Charlotte Motor Speedway, Concord, North Carolina      | 18 maj       |
| U                        | Nascar Sprint All-Star Race        | Charlotte Motor Speedway, Concord, North Carolina      | 18 maj       |
| 12                       | Coca-Cola 600                      | Charlotte Motor Speedway, Concord, North Carolina      | 26 maj       |
| 13                       | Fedex 400 benefiting Autism Speaks | Dover International Speedway, Dover, Delaware          | 2 juni       |
| 14                       | Party in the Poconos 400           | Pocono Raceway, Long Pond, Pennsylvania                | 9 juni       |
| 15                       | Quicken Loans 400                  | Michigan International Speedway, Brooklyn, Michigan    | 16 juni      |
| 16                       | Toyota/Save Mart 350               | Sonoma Raceway, Sonoma, Kalifornien                    | 23 juni      |
| 17                       | Quaker State 400                   | Kentucky Speedway, Sparta, Kentucky                    | 29 30 juni   |
| 18                       | Coke Zero 400                      | Daytona International Speedway, Daytona Beach, Florida | 6 juli       |
| 19                       | Camping World RV Sales 301         | New Hampshire Motor Speedway, Loudon, New Hampshire    | 14 juli      |
| 20                       | Crown Royal 400                    | Indianapolis Motor Speedway, Speedway, Indiana         | 28 juli      |
| 21                       | Gobowling.com 400                  | Pocono Raceway, Long Pond, Pennsylvania                | 4 augusti    |
| 22                       | Cheez-It 355 at The Glen           | Watkins Glen International, Watkins Glen, New York     | 11 augusti   |
| 23                       | Pure Michigan 400                  | Michigan International Speedway, Brooklyn, Michigan    | 18 augusti   |
| 24                       | Irwin Tools Night Race             | Bristol Motor Speedway, Bristol, Tennessee             | 24 augusti   |
| 25                       | Advocare 500                       | Atlanta Motor Speedway, Hampton, Georgia               | 1 september  |
| 26                       | Federated Auto Parts 400           | Richmond International Raceway, Richmond, Virginia     | 7 september  |
| Chase for the Sprint Cup |                                    |                                                        |              |
| 27                       | Geico 400                          | Chicagoland Speedway, Joliet, Illinois                 | 15 september |
| 28                       | Sylvania 300                       | New Hampshire Motor Speedway, Loudon, New Hampshire    | 22 september |
| 29                       | AAA 400                            | Dover International Speedway, Dover, Delaware          | 29 september |
| 30                       | Hollywood Casino 400               | Kansas Speedway, Kansas City, Kansas, Kansas           | 6 oktober    |
| 31                       | Bank of America 500                | Charlotte Motor Speedway, Concord, North Carolina      | 12 oktober   |
| 32                       | Camping World RV Sales 500         | Talladega Superspeedway, Talladega, Talladega          | 20 oktober   |
| 33                       | Goody's Headache Relief Shot 500   | Martinsville Speedway, Ridgeway, Virginia              | 27 oktober   |
| 34                       | AAA Texas 500                      | Texas Motor Speedway, Fort Worth, Texas                | 3 november   |
| 35                       | Advocare 500                       | Phoenix International Raceway, Avondale, Arizona       | 10 november  |
| 36                       | Ford EcoBoost 400                  | Homestead-Miami Speedway, Homestead, Florida           | 17 november  |

## Resultat
| Nr                       | Tävling                            | Pole position       | Flest ledda varv      | Vinnare          | Team                     | Konstruktör | Rapport |
| ------------------------ | ---------------------------------- | ------------------- | --------------------- | ---------------- | ------------------------ | ----------- | ------- |
| U                        | Sprint Unlimited at Daytona        | Carl Edwards        | Kevin Harvick         | Kevin Harvick    | Richard Childress Racing | Chevrolet   | Rapport |
| KV                       | Budweiser Duel 1                   | Danica Patrick      | Trevor Bayne          | Kevin Harvick    | Richard Childress Racing | Chevrolet   | Rapport |
| KV                       | Budweiser Duel 2                   | Jeff Gordon         | Jeff Gordon           | Kyle Busch       | Joe Gibbs Racing         | Toyota      | Rapport |
| 1                        | Daytona 500                        | Danica Patrick      | Matt Kenseth          | Jimmie Johnson   | Hendrick Motorsports     | Chevrolet   | Rapport |
| 2                        | Subway Fresh Fit 500               | Mark Martin         | Carl Edwards          | Carl Edwards     | Roush Fenway Racing      | Ford        | Rapport |
| 3                        | Kobalt Tools 400                   | Brad Keselowski     | Kasey Kahne           | Matt Kenseth     | Joe Gibbs Racing         | Toyota      | Rapport |
| 4                        | Food City 500                      | Kyle Busch          | Denny Hamlin          | Kasey Kahne      | Hendrick Motorsports     | Chevrolet   | Rapport |
| 5                        | Auto Club 400                      | Denny Hamlin        | Kyle Busch            | Kyle Busch       | Joe Gibbs Racing         | Toyota      | Rapport |
| 6                        | STP Gas Booster 500                | Jimmie Johnson      | Jimmie Johnson        | Jimmie Johnson   | Hendrick Motorsports     | Chevrolet   | Rapport |
| 7                        | NRA 500                            | Kyle Busch          | Kyle Busch            | Kyle Busch       | Joe Gibbs Racing         | Toyota      | Rapport |
| 8                        | STP 400                            | Matt Kenseth        | Matt Kenseth          | Matt Kenseth     | Joe Gibbs Racing         | Toyota      | Rapport |
| 9                        | Toyota Owners 400                  | Matt Kenseth        | Matt Kenseth          | Kevin Harvick    | Richard Childress Racing | Chevrolet   | Rapport |
| 10                       | Aaron's 499                        | Carl Edwards        | Matt Kenseth          | David Ragan      | Front Row Motorsports    | Ford        | Rapport |
| 11                       | Bojangles' Southern 500            | Kurt Busch          | Kyle Busch            | Matt Kenseth     | Joe Gibbs Racing         | Toyota      | Rapport |
| U                        | Sprint Showdown                    | Martin Truex Jr.    | Jamie McMurray        | Jamie McMurray   | Earnhardt Ganassi Racing | Chevrolet   | Rapport |
| U                        | Nascar Sprint All-Star Race        | Carl Edwards        | Kyle Busch/Kurt Busch | Jimmie Johnson   | Hendrick Motorsports     | Chevrolet   | Rapport |
| 12                       | Coca-Cola 600                      | Denny Hamlin        | Kasey Kahne           | Kevin Harvick    | Richard Childress Racing | Chevrolet   | Rapport |
| 13                       | Fedex 400 benefiting Autism Speaks | Denny Hamlin        | Kyle Busch            | Tony Stewart     | Stewart-Haas Racing      | Chevrolet   | Rapport |
| 14                       | Party in the Poconos 400           | Jimmie Johnson      | Jimmie Johnson        | Jimmie Johnson   | Hendrick Motorsports     | Chevrolet   | Rapport |
| 15                       | Quicken Loans 400                  | Carl Edwards        | Greg Biffle           | Greg Biffle      | Roush Fenway Racing      | Ford        | Rapport |
| 16                       | Toyota/Save Mart 350               | Jamie McMurray      | Martin Truex Jr.      | Martin Truex Jr. | Michael Waltrip Racing   | Toyota      | Rapport |
| 17                       | Quaker State 400                   | Dale Earnhardt Jr.  | Jimmie Johnson        | Matt Kenseth     | Joe Gibbs Racing         | Toyota      | Rapport |
| 18                       | Coke Zero 400                      | Kyle Busch          | Jimmie Johnson        | Jimmie Johnson   | Hendrick Motorsports     | Chevrolet   | Rapport |
| 19                       | Camping World RV Sales 301         | Brad Keselowski     | Kurt Busch            | Brian Vickers    | Michael Waltrip Racing   | Toyota      | Rapport |
| 20                       | Brickyard 400                      | Ryan Newman         | Jimmie Johnson        | Ryan Newman      | Stewart-Haas Racing      | Chevrolet   | Rapport |
| 21                       | Gobowling.com 400                  | Jimmie Johnson      | Kasey Kahne           | Kasey Kahne      | Hendrick Motorsports     | Chevrolet   | Rapport |
| 22                       | Cheez-It 355 at The Glen           | Marcos Ambrose      | Marcos Ambrose        | Kyle Busch       | Joe Gibbs Racing         | Toyota      | Rapport |
| 23                       | Pure Michigan 400                  | Joey Logano         | Joey Logano           | Joey Logano      | Penske Racing            | Ford        | Rapport |
| 24                       | Irwin Tools Night Race             | Denny Hamlin        | Matt Kenseth          | Matt Kenseth     | Joe Gibbs Racing         | Toyota      | Rapport |
| 25                       | Advocare 500                       | Ricky Stenhouse Jr. | Joey Logano           | Kyle Busch       | Joe Gibbs Racing         | Toyota      | Rapport |
| 26                       | Federated Auto Parts 400           | Jeff Gordon         | Brad Keselowski       | Carl Edwards     | Roush Fenway Racing      | Ford        | Rapport |
| Chase for the Sprint Cup |                                    |                     |                       |                  |                          |             |         |
| 27                       | Geico 400                          | Joey Logano         | Matt Kenseth          | Matt Kenseth     | Joe Gibbs Racing         | Toyota      | Rapport |
| 28                       | Sylvania 300                       | Ryan Newman         | Matt Kenseth          | Matt Kenseth     | Joe Gibbs Racing         | Toyota      | Rapport |
| 29                       | AAA 400                            | Dale Earnhardt Jr.  | Jimmie Johnson        | Jimmie Johnson   | Hendrick Motorsports     | Chevrolet   | Rapport |
| 30                       | Hollywood Casino 400               | Kevin Harvick       | Kevin Harvick         | Kevin Harvick    | Richard Childress Racing | Chevrolet   | Rapport |
| 31                       | Bank of America 500                | Jeff Gordon         | Kasey Kahne           | Brad Keselowski  | Penske Racing            | Ford        | Rapport |
| 32                       | Camping World RV Sales 500         | Aric Almirola       | Jimmie Johnson        | Jamie McMurray   | Earnhardt Ganassi Racing | Chevrolet   | Rapport |
| 33                       | Goody's Headache Relief Shot 500   | Denny Hamlin        | Matt Kenseth          | Jeff Gordon      | Hendrick Motorsports     | Chevrolet   | Rapport |
| 34                       | AAA Texas 500                      | Carl Edwards        | Jimmie Johnson        | Jimmie Johnson   | Hendrick Motorsports     | Chevrolet   | Rapport |
| 35                       | Advocare 500                       | Jimmie Johnson      | Kevin Harvick         | Kevin Harvick    | Richard Childress Racing | Chevrolet   | Rapport |
| 36                       | Ford Ecoboost 400                  | Matt Kenseth        | Matt Kenseth          | Denny Hamlin     | Joe Gibbs Racing         | Toyota      | Rapport |

### Märkesmästerskapet
| Pos | Tillverkare | Vinster | Poäng |
| --- | ----------- | ------- | ----- |
| 1   | Chevrolet   | 16      | 254   |
| 2   | Toyota      | 14      | 229   |
| 3   | Ford        | 6       | 194   |